# Jones-veelterm

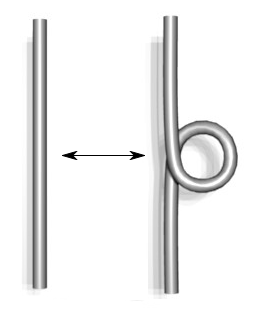
Type I Reidemeister-beweging.

In de knopentheorie, een deelgebied van de topologie, is de Jones-veelterm een knoopveelterm, die in 1983 werd ontdekt door de Nieuw-Zeelandse wiskundige Vaughan Jones. Concreet is het een knoopinvariant van een georientieerde knoop of schakel, die aan elke gerichte knoop of schakel een Laurent-veelterm toekent in de variabele 
{\displaystyle t^{1/2}}
met coëfficiënten, die een geheel getal zijn.

## Definitie door middel van brackets
Stel wij hebben een georiënteerde schakel {\displaystyle L}, die wordt gegeven als een knopendiagram. We zullen de Jones-polynoom, {\displaystyle V(L)} definiëren door gebruik te maken van de Kauffman-bracketpolynoom, dat we aanduiden met {\displaystyle \langle ~\rangle }. Besef dat de bracketpolynoom een Laurent-polynoom in de variabele {\displaystyle A} is met geheeltallige coëfficiënten.
Laten wij eerst de hulpveelterm definiëren (die ook bekendstaat als de veralgemeende polynoom) 
{\displaystyle X(L)=(-A^{3})^{-w(L)}\langle L\rangle },
waar {\displaystyle w(L)} de kronkeling van {\displaystyle L} in haar gegeven diagram aanduidt. De kronkeling in een diagram is het aantal positieve kruisingen ({\displaystyle L_{+}} in de onderstaande figuur) minus het aantal negatieve kruisingen ({\displaystyle L_{-}}). De mate van kronkeling is geen knoopinvariant.

## Link met Chern-Simons-theorie
Edward Witten toonde als eerste aan dat de Jones-veelterm van een gegeven knoop {\displaystyle \gamma } kan worden verkregen door de Chern-Simons-theorie op de driesfeer met ijkgroep {\displaystyle \mathrm {SU} (2)} te beschouwen en de vacuümverwachtingswaarde van een Wilson-loop {\displaystyle W_{F}(\gamma )} te berekenen, geassocieerd met {\displaystyle \gamma }, en de fundamentele representatie {\displaystyle F} van {\displaystyle \mathrm {SU} (2)}.